# Куткашенский, Исмаил-бек
Исмаи́л-бек Куткаше́нский (азерб. İsmayıl bəy Nəsrullah sultan oğlu Qutqaşınlı, 1806—1861) — азербайджанский писатель и российский военный деятель, генерал-майор Российской императорской армии, первый азербайджанец кавалер ордена Святого Георгия, а также первый азербайджанец, издавший книгу на западноевропейском языке.

## Биография

### Ранние годы
Исмаил-бек Куткашенский родился в 1806 году в селении Куткашин (ныне Габала) в семье последнего куткашенского султана Насруллы Султана. Согласно ряду авторов, был азербайджанцем. По утверждению доктора исторических наук, дагестанского историка Н. А. Магомедова, происходил из лезгинской знати. Службу начал в 1822 году рядовым в Грузинском гренадерском полку. В одном из документов, сохранившемся в делах Кавказского комитета, сообщается:
Из дел Кавказского Комитета видно, что Куткашенский, происходящий из мусульман, есть сын наследного султана Насруллы Куткашенского, владевшего магалом его имени в Шекинской провинции… Со смертью его магал поступил в казённое ведомство… Султан Насрулла пользовался уважением начальства. Он был из первых, обнаруживших наклонность к России… В 1822 году он отдал в военную службу означенного сына Исмаилбека — пример, в то время между мусульманами почти единственный… С того времени Исмаил-бек Куткашенский постоянно продолжает службу.
17 августа 1822 года Исмаил-бек был произведён в подпрапорщики, а 27 августа 1824 года в прапорщики.

### Русско-персидская война 1826—1828 годов
3 сентября 1826 года участвовал в разбитии персов при Шамхоре, 13 сентября в сражении под Елизаветполем. За отличие в сражении 28 января 1827 года произведён в подпоручики. Участвовал в осаде и взятии крепости Аббас-Абад в июле 1827 года, осаде и взятии крепости Сардар-Абад в сентябре того же года. С 24 сентября по 1 октября 1827 года участвовал в осаде и взятии Эривани. 25 января 1828 года за отличия в сражениях против персов в 1827 году, награждён орденом Святой Анны 4-й степени с надписью «за храбрость». Награждён персидским орденом Льва и Солнца 3-й степени.

### Русско-турецкая война 1828—1829 годов
Участвовал в походе через Саганлугский хребет и разгроме армии Гакки-паши 14 июня 1829 года, разгроме главных сил Эрзерумского сераскира 19 июня, занятии крепости Гассан-Кала 23 июня и занятии Эрзерума 24—27 июня 1829 года. За отличие по службе 24 апреля 1829 года произведён в поручики. За отличие и проявленную храбрость в сражениях с турками в 1829 году награждён орденом Святой Анны 3-й степени с бантом.
.

Памятник Исмаил-беку Куткашенскому в Габале. Скульптор И. Зейналов

20 ноября 1829 года назначен адъютантом к генералу Н. П. Панкратьеву. 6 января 1831 года поручик Куткашенский высочайшим приказом переведён в Лейб-гвардии Павловский полк тем же чином, с оставлением в прежней должности.
7 октября 1831 года «за отличие в делах против горцев» был награждён золотой шпагой с надписью «За храбрость». В 1835—1836 годах служил в Закавказском конно-мусульманском полку в Варшаве. 6 декабря 1835 года произведён в штабс-капитаны. В 1836 году назначен состоять при командире Отдельного Кавказского корпуса для особых поручений. С 28 июня по 30 сентября, 1837 года временно управлял Каракайтагской провинцией. 30 сентября 1838 года «за отличие по службе» произведён в капитаны. 31 марта 1839 года «за отличие по службе» произведён в подполковники. Со 2 мая 1841 года полковник.
С 1848 года участвовал в работе «Шемахинской губернской комиссии по поземельным правам беков». Комиссия занималась определением поземельных и личных прав высшего мусульманского сословия. Кроме того, он сам интересовался перспективами экономического развития Азербайджана, составил «Записку о развитии шелководства в крае», пытался внедрить новые формы производства у себя в имении. В 1850 году избран действительным членом Кавказского общества сельского хозяйства, а затем и Кавказского отделения Русского географического общества — первых научных учреждений на Кавказе.
6 декабря 1850 года произведён в генерал-майоры с состоянием по кавалерии при Отдельном Кавказском корпусе. 1 марта 1852 года высочайшим приказом был уволен в отпуск «за границу, в Аравию, на полтора года для поклонения гробу Магомета».
В 1857 году Куткашенский был причислен в число состоящих при Кавказской армии. Скончался он 14 августа 1861 года. 21 сентября было получено донесение о его смерти и высочайшим приказом он был «исключён из списков умершим».

## Литературная деятельность

Дом-музей в Габале

В период службы в Закавказском конно-мусульманском полку в Варшаве, напечатал в 1835 году на французском языке рассказ «Рашид-бек и Саадет-ханум». Написанное под влиянием азербайджанского фольклора, в частности дастанов, и русского сентиментализма, оно стало первым азербайджанским художественным произведением в европейском стиле на тему романтической любви. Эта книга стала также первой книгой, изданной азербайджанцем на западноевропейском языке, и в то же время первым азербайджанским романом (или рассказом), написанным в типичной конвенции западноевропейской литературы. Герой этой новеллы, молодой помещик, выражает просветительские и демократические взгляды автора. Он критикует бесправное положение женщины, воспевает взаимную любовь.
О широком кругозоре Исмаил бек Куткашенского, его знаниях и представлениях, его интересе к культурному наследию Востока свидетельствует «Сафар-наме» («Книга путешествия») — путевые очерки, написанные им во время путешествия в Мекку, предпринятого в 1852 году. Известны также его лирические стихи и путевые записки.

## Личная жизнь
Куткашенский был женат на Папу-бике, вдове шамхала Тарковского, вали Дагестанского. Детей у них не было.
Владел русским и французским языками.

## Награды
- Орден Святой Анны 4-й степени (1828)
- Орден Святой Анны 3-й степени с бантом (1830)
- Орден Святого Владимира 4-й степени с бантом (1831)[9]
- Золотая шпага с надписью «За храбрость» (1832)[9]
- Орден Святого Станислава 3-й степени (1832)
- Орден Святой Анны 2-й степени с императорской короной (1839)
- Орден св. Георгия 4-го класса (4 декабря 1843 года)[15]
- Орден Святого Владимира 3-й степени (1844)
- Персидский орден Льва и Солнца 2-й степени (1828)

## Память
- В родном городе Габале установлен памятник, названа центральная улица, открыт дом-музей.
- Улица в Ясамальском районе Баку
- В 2004 году был снят азербайджанский телефильм, посвященный Исмаил беку Куткашенскому[16]